# Herrarnas 5 000 meter i hastighetsåkning på skridskor vid olympiska vinterspelen 1972
Herrarnas 5 000 meter i skridskor vid olympiska vinterspelen 1972 avgjordes den 4 februari 1972, på Makomanai Open Stadium. Loppet vanns av Ard Schenk från Nederländerna.
28 deltagare från 14 nationer deltog i tävlingen.

## Rekord
Gällande världsrekord och olympiskt rekord före Vinter-OS 1972:
| Världsrekord     | Ard Schenk (NED)       | 7:12,2 | Inzell, Västtyskland | 13 mars 1971     |
| Olympiskt rekord | Fred Anton Maier (NOR) | 7:22,4 | Grenoble, Frankrike  | 15 februari 1968 |

## Medaljörer
| Gren        | Guld                     | Guld    | Silver              | Silver  | Brons              | Brons   |
| 5 000 meter | Ard Schenk Nederländerna | 7:23,61 | Roar Grønvold Norge | 7:28,18 | Sten Stensen Norge | 7:33,39 |

## Resultat
| Placering | Idrottare            | Nation         | Tid     |
| --------- | -------------------- | -------------- | ------- |
| 1         | Ard Schenk           | Nederländerna  | 7:23,61 |
| 2         | Roar Grønvold        | Norge          | 7:28,18 |
| 3         | Sten Stensen         | Norge          | 7:33,39 |
| 4         | Göran Claeson        | Sverige        | 7:36,17 |
| 5         | Willy Olsen          | Norge          | 7:36,47 |
| 6         | Kees Verkerk         | Nederländerna  | 7:39,17 |
| 7         | Valerij Lavrusjkin   | Sovjetunionen  | 7:39,26 |
| 8         | Jan Bols             | Nederländerna  | 7:39,40 |
| 9         | Gerd Zimmermann      | Västtyskland   | 7:41,16 |
| 10        | Dan Carroll          | USA            | 7:44,72 |
| 11        | Kimmo Koskinen       | Finland        | 7:45,15 |
| 12        | Johnny Höglin        | Sverige        | 7:45,68 |
| 13        | Kiyomi Ito           | Japan          | 7:45,98 |
| 14        | Örjan Sandler        | Sverige        | 7:47,92 |
| 15        | Giancarlo Gloder     | Italien        | 7:55,77 |
| 16        | Osamu Naito          | Japan          | 7:56,97 |
| 17        | Bruno Tonioli        | Italien        | 7:57,30 |
| 18        | Jouko Salakka        | Finland        | 7:57,42 |
| 19        | Kevin Sirois         | Kanada         | 8:02,66 |
| 20        | Charles Gilmore      | USA            | 8:03,04 |
| 21        | Clark King           | USA            | 8:07,20 |
| 22        | David Hampton        | Storbritannien | 8:07,85 |
| 23        | Colin Coates         | Australien     | 8:09,35 |
| 24        | Richard Tourne       | Frankrike      | 8:11,52 |
| 25        | Andy Barron          | Kanada         | 8:11,84 |
| 26        | John Blewitt         | Storbritannien | 8:16,75 |
| 27        | Herbert Schwarz      | Västtyskland   | 8:26,03 |
| 28        | Luvsansharavyn Tsend | Mongoliet      | 8:30,47 |